# Метод Друпа
Метод Друпа — метод распределения мандатов при пропорциональной избирательной системе, впервые предложенный в 1868 году Генри Друпом.
По этому методу квота определяется как минимальное количество голосов, гарантирующее место в парламенте. Действительно, при распределении одного места достаточно получить половину голосов плюс один голос, при борьбе же за два места партия, получившая больше трети голосов, должна иметь хотя бы одно место при любом распределении голосов между другими партиями. В общем случае квота определяется по формуле:
{\displaystyle Q=\left[{\frac {x}{y+1}}\right]+1},
где {\displaystyle x} — общее число поданных голосов, а {\displaystyle y} — число мандатов. Затем места распределяются по методу наибольших остатков.
Метод, использующий квоту Друпа, распределяет меньше мест по наибольшим остаткам, так как уменьшает необходимую квоту по сравнению с другими методами (в частности, с методом Хэйра) и отдаёт преимущество в распределении голосов партиям со средним количеством проголосовавших.

## Пример
Необходимо распределить 8 мест в парламенте при количестве проголосовавших, равном 100000 голосов. Соответственно, квота по методу Друпа вычисляется таким образом: {\displaystyle Q=\left[{\frac {100000}{8+1}}\right]+1=11112}.
| Партия | Кол-во голосов | Избирательное частное | Целое число мест | Дополнительные места | Распределение |
| ------ | -------------- | --------------------- | ---------------- | -------------------- | ------------- |
| A      | 40000          | 3,6                   | 3                | 0                    | 3             |
| B      | 30000          | 2,7                   | 2                | 1                    | 3             |
| C      | 18000          | 1,62                  | 1                | 0                    | 1             |
| D      | 12000          | 1,08                  | 1                | 0                    | 1             |
| Сумма  | 100000         | 9                     | 7                | 1                    | 8             |